# Vladimir Volkoff
Ne doit pas être confondu avec Vladimir Volkov.
Pour les articles homonymes, voir Volkoff.
Vladimir Volkoff, né le 7 novembre 1932 à Paris et mort le 14 septembre 2005 dans sa maison de Bourdeilles dans la Dordogne, est un écrivain français, d'origine russe, auteur de nombreux romans ayant trait notamment à l'histoire russe, à la guerre froide et à la guerre d'Algérie, d'essais consacrés à la désinformation, mais également dramaturge, poète, biographe et traducteur. Sa langue de prédilection pour l’écriture est le français, mais il a publié des romans en anglais et des textes en russe.
Sous le nom de Lieutenant X, il est également l'auteur de séries de romans policiers pour la jeunesse : Langelot et Larry J. Bash. Pour la série Larry J. Bash, il fait croire qu'il est le traducteur et utilise le pseudonyme de Gil Hérel. Il a écrit sous d'autres pseudonymes : Victor Duloup (Volkoff signifie « fils du loup » en russe), Basile Septime, Lavr Divomlikoff (anagramme de Vladimir Volkoff) et Rholf Barbare.

## Famille, enfance et jeunesse (1932-1957)
Les Volkoff, d’origine tatare, ont servi les tsars depuis Ivan le Terrible. Grand-père de Vladimir Volkoff, « le général Vladimir Aleksandrovitch Volkoff a disparu pendant la révolution russe, probablement fusillé par les bolcheviks après avoir commandé la garnison d’Omsk sous le gouvernement de l’amiral Alexandre Koltchak ».
Il est le fils de Nicolas Volkoff et Tatiana Porokhovstchikoff. Du côté de sa mère, c'est le petit-neveu du compositeur Piotr Ilitch Tchaïkovski. Son grand-père, Ioury Serguéïévitch, sapeur, est mort en France en 1937 après avoir été prisonnier en Allemagne, avoir appris l’horlogerie en captivité, décrotté des wagons à bestiaux à Metz, et travaillé comme ajusteur chez un facteur d’orgues.
Ses parents, échappés de la Révolution et émigrés en France, se rencontrent et se marient à Paris. Son père, Nicolas, travaille comme laveur de voiture et gardien de nuit dans un garage, et sa mère, Tatiana, comme brodeuse.
Volkoff vit ses premiers mois dans une maison de la rue Olivier-de-Serres, dans le 15e arrondissement de Paris, puis dans un pavillon de Vanves, l’un comme l’autre démolis depuis. Pendant la Seconde Guerre mondiale, son père, engagé dans la Légion étrangère, est fait prisonnier. Volkoff vit à Barenton, dans la Manche, avec sa mère, dans une maison sans chauffage, électricité, ou eau courante. Il va à l’école du village, puis au collège de Domfront dans l’Orne.
Sa mère, tout en surveillant ses études françaises, lui donne tous les éléments d’une éducation russe. L’enfant grandit entre deux alphabets (latin et cyrillique) et deux calendriers (grégorien et julien) où les deux fêtes de Pâques tombent rarement le même dimanche, et celle de Noël à treize jours d’écart : deux civilisations à absorber. Il apprend à penser dans une autre langue que celle de ses interlocuteurs.
Rentré à Paris, il fréquente le lycée Claude-Bernard, et s’il est capable, très vite, d’écrire de courts poèmes en russe, c’est en français qu’il s’embarque pour l’aventure littéraire qui durera toute sa vie. Il fait ses études supérieures à la Sorbonne, où il obtient une licence de lettres classiques, puis un doctorat de philosophie à l'université de Liège.
En 1955, Volkoff s’installe avec sa mère à Amiens, où il a trouvé une place de professeur d’anglais dans un collège de jésuites : « Des différends de famille firent que mes parents se séparèrent et que, rigoureux jusqu’à la cruauté, je ne revis plus jamais mon père ». Plus tard, le père, gravement malade, lira avec plaisir la série des Langelot. Le père et le fils reprennent contact : « Nous nous pardonnâmes du fond du cœur ce que nous avions à pardonner ». Avec la relation père-fils d’autant plus essentielle pour le chrétien Volkoff qu’« elle est à l’image de la jointure Dieu le Père—Dieu le Fils », le pardon demandé et reçu est un autre thème essentiel de l’œuvre de Volkoff.

## Armée en Algérie (1957-1962)
En 1957, son sursis d’incorporation expire. Il part pour le service militaire, comme deuxième classe, le 9 septembre 1957 puis se porte volontaire pour l'Algérie, servant dans les troupes de marine.
Initialement affecté dans le Sud tunisien, il rejoint l’école d'élève-officiers de Cherchell pour terminer sa formation d'Aspirant dans un bon rang : dixième de sa promotion. Le 7 juin 1958, il est nommé officier. « Je pris à cet instant la décision de m’assumer pleinement en tant que Français, puisque des vies françaises me seraient confiées (sans que cela me rendît en rien moins Russe) ». Décidé à rester en Algérie, Volkoff choisit l’Encadrement de la jeunesse algérienne, supprimé aussitôt créé. Il est alors affecté au 22e régiment d’infanterie coloniale qui garde la frontière marocaine. Sa connaissance de plusieurs langues le fait affecter dans un bureau, ce qui lui convient fort peu. Ayant demandé d’être muté dans une unité plus active, Volkoff est initié à la doctrine du RAP (renseignement, action, protection). Il sert en effet une année comme officier de renseignement durant la guerre d'Algérie. Il travaille entre 1958 et 1959 au Comité de coordination interarmées ou CCI. Ne s'y plaisant pas, il demande une nouvelle affectation et passe deux années plus heureuses dans une Section administrative spécialisée.
Cette expérience, qui ne se passe pas sans heurts, est, au demeurant, l'une des sources de son inspiration romanesque. Tout en écrivant son roman le plus intimiste, La Chambre meublée, des nouvelles comme La Grenade, ou encore un texte très inspiré de William Faulkner, Opération Barbarie, qu’il ne publiera que quarante ans plus tard avec une postface (« Évolution de mes convictions »), il mûrit la quintessence de son œuvre : Les Humeurs de la mer, une partie des Chroniques angéliques et du Berkeley à cinq heures, et son dernier roman, Le Tortionnaire, pour n’en citer que quelques-uns.
En 1961, il fait la connaissance du colonel Antoine Reboul, rencontre qui le marque et l'inspirera.
Volkoff se découvre un amour fou pour l'Algérie, aussi bien pour ses paysages que pour sa population. C’est là qu’il se marie une première fois, union très vite suivie d'un divorce, après la naissance d’une fille, Tatiana (future diplomate américaine), qui aura elle-même un fils. La guerre d’Algérie se termine dans des conditions que Volkoff n’acceptera jamais. Il quitte ce pays pour toujours.
Il est démobilisé le 7 janvier 1962 comme lieutenant, avec la croix de la Valeur militaire.
Rentré en France, il est engagé au ministère des Armées, et publie dès 1962 L’Agent triple, qui n’est pas son premier texte à être accepté par un éditeur.

## Années américaines (1962-1979)
Un seul salaire et une seule publication ne suffisent pas à le faire vivre avec sa mère et sa fille. Sous le pseudonyme de Lieutenant X, il crée le personnage de Langelot, un jeune sous-lieutenant facétieux qui travaille dans les services secrets, auquel il arrive de multiples aventures. La série, publiée de 1965 à 1986 dans la Bibliothèque verte, a fait l'objet de plusieurs rééditions. Volkoff aimait dire de ces romans qu’il les avait écrits avec autant de conscience et de plaisir que ses autres livres. La série, par son goût de l'action, a une visée éducative (valeurs du combat pour la patrie transmises à la jeunesse de l'époque). Volkoff est également l'auteur d'une série qui connut moins de succès, constituée par les récits d'un jeune détective américain, Larry J. Bash. Cette série de romans policiers est marquée par un « esprit du Sud profond » mais tourne en dérision les préjugés contre les Noirs, qui étaient encore très vivaces.
En 1962, au cours d’un voyage dans le Sud des États-Unis, où il est allé saluer sa tante Natacha, émigrée à Atlanta, Volkoff trouve un poste de professeur de littérature et de civilisation françaises dans un collège de jeunes filles et se fixe à Atlanta avec sa famille. Sa passion du théâtre peut s’y exercer pleinement car il monte une troupe à qui il fait jouer les textes de Molière, Jules Supervielle, mais aussi les siens.
Avec l’escrime qu’il pratique depuis l’enfance, Volkoff se découvre aussi une nouvelle passion, la chasse, devant soi ou à l’affût, heureux de pouvoir, dans la solitude des nuits, attendre « le lever du soleil et la visite du premier daim. » La lecture des ouvrages du Père Serge Boulgakoff est alors une révélation. Volkoff, qui vivait dans une torpeur religieuse, retourne à la religion avec une énergie nouvelle. Ce « retournement » sera aussi un thème majeur de son œuvre. En 1978, Volkoff se « marie pour la seconde fois : la bonne », d'après son autobiographie.
L’enseignement lui laisse assez de temps pour écrire. C’est pendant ces longues années que, s’essayant au roman relativiste, il écrit les quatre volumes des Humeurs de la Mer, hommage au Quatuor d’Alexandrie de Lawrence Durrell. Sans se faire trop d’illusion sur la publication de cette tétralogie de quelque mille pages, ou alors peut-être posthume, Volkoff écrit un texte qu’il pense plus facile à publier, Le Retournement. Vladimir Dimitrijević, l’éditeur de l’Âge d’Homme, lui propose de publier le tout, en association avec Bernard de Fallois, alors éditeur chez Julliard.

## Succès et popularité (1979-1994)
Le Retournement, vendu à plus de 100 000 exemplaires, est un grand succès ; les Humeurs ne sont pas en reste. En décembre 1982, Le Monde titre « 1982 : l'année Volkoff » ; Jean-François Kahn écrit dans Le Matin de Paris du 3 janvier 1983 une chronique intitulée « L'année Volkoff, hélas ! ».
La gloire est enfin là, et Volkoff fait désormais plusieurs séjours dans l’année à Paris. Ce succès lui vaut de rencontrer le patron des services de renseignement extérieur français, Alexandre de Marenches, qui, venant de découvrir la doctrine de Sun Tzu, se demande comment avertir l’opinion publique du danger de la désinformation. Estimant qu’un ouvrage technique n’aurait aucun impact, Marenches propose à Volkoff d’en faire un roman. Ce thème de « l’empaumement des âmes » fascine Volkoff. C’est ainsi qu’il écrit Le Montage, traduit en douze langues, et qui obtient le grand prix du roman de l'Académie française. Volkoff est donc le premier en France, après Pierre Nord, à étudier la manipulation de l’information[réf. nécessaire], à laquelle il consacre six ouvrages.
Invité sur le plateau de l'émission Apostrophes le 24 septembre 1982 pour son roman Le Montage, Vladimir Volkoff est violemment pris à partie par le journaliste et écrivain Pierre Joffroy qui le qualifie de « raciste anti-juif et anti-musulman » et de « fasciste ». Volkoff porte plainte pour injures publiques et gagne son procès.
En 1985, inspiré par son expérience américaine, il publie Le Professeur d'histoire, dans lequel il décrit la confrontation à la fois cocasse et émouvante entre un homme de lettres, pétri des traditions classiques, et une jeune héritière « moderne ». En 1991, le communisme s’effondre en Russie. Volkoff, qui vient de publier une bande dessinée sur saint Vladimir, se voit offrir le visa no 1 pour Saint-Pétersbourg. Ce premier voyage sera suivi de beaucoup d’autres.

## Retour en France (1994-2005)
En 1994, il revient vivre définitivement en France, dans une maison qu’il avait acquise à Bourdeilles, au cœur du Périgord. Sa mère, toujours munie du seul « passeport Nansen » le suit en Dordogne. Dans le même temps commence le conflit yougoslave qui va « labourer et ensemencer la dernière décennie » de son existence. Pour tenter de faire comprendre aux Français le tragique de la situation, il écrit un premier roman, La Crevasse, puis un second, L’Enlèvement, sur lesquels s’étend un profond silence médiatique.
En 1999, il signe pour s'opposer à la guerre en Serbie la pétition « Les Européens veulent la paix », lancée par le collectif Non à la guerre.
D'après lui, l’effondrement de la Russie communiste n’avait pas fait mourir la désinformation, qui s’exerce désormais sous d’autres formes. Pour la dénoncer, Volkoff crée et dirige aux Éditions du Rocher une collection d’essais sur le sujet. Ainsi paraissent : La Désinformation et le journal Le Monde, de François Jourdier ; La Désinformation par les mots : les mots de la guerre, la guerre des mots, de Maurice Pergnier ; Ovni, 60 ans de désinformation, de François Parmentier ; La désinformation par l’Éducation nationale, de Christine Champion ; ou encore : Désinformation et services spéciaux de Sophie Merveilleux du Vignaux.
Avec Daniel Trinquet, alors journaliste à Radio France, il a fondé l’Institut d’études de la désinformation, qui édite le bulletin Désinformation Hebdo et qui aurait été financé en partie par l'UIMM. Le dernier titre, Désinformation vue de l’Est est écrit par Volkoff lui-même dans les tout derniers mois de sa vie : il est publié après sa mort, en 2007.
En 2004, Volkoff publie L’Hôte du pape, roman inspiré d’un fait réel : la mort brutale d’un métropolite russe orthodoxe dans les bras du pape Jean-Paul Ier au terme d’une entrevue confidentielle. Le Tortionnaire est le dernier roman de Vladimir Volkoff qui revient, quarante ans plus tard, sur les questions brûlantes de la guerre en Algérie. C’est en terminant les corrections de ce texte que Volkoff meurt à Bourdeilles le 14 septembre 2005 et y est enterré.

## Écrivain
Avec le thème du prince, des relations père-fils, de la Russie éternelle, un autre thème, tout aussi essentiel, habite l’œuvre entière de Volkoff : la question du mal. Volkoff l’interprète de façon très personnelle. Nourri de Fiodor Dostoïevski, il n’en a pourtant pas la même analyse. Dostoïevski est mort sans avoir pu répondre à la question, mais Volkoff la pose différemment : « Non pas le mal : pourquoi ? mais le mal : pour quoi faire ? » Dans l’œuvre de Volkoff, le mal est présent, utile et fécond. La pureté d’Abel, pour Volkoff, est stérile, et c’est Caïn, le criminel, qui est fécond. Dans le grand champ du monde, qui contient étroitement mêlés le bon grain et l'ivraie de la parabole évangélique, Volkoff estime qu’il n'appartient pas à un homme de dissocier ce mélange qui ne pourra l’être qu’au Jugement dernier.
De même que la connaissance de la vie est indissociable de la connaissance du mal, l’action doit se concevoir avec une certaine acceptation du mal, en tout cas de sa présence. C’est ce qui pousse les personnages de Volkoff à agir, mais sur une corde raide : « Aussi bouc que possible tout en restant agneau pour être sauvé de justesse ». Le colonel Samson ajoute : « Le mal de Dieu, c’est nous, il faut nous faire une raison. »
Il existe pourtant des armes contre le mal. Pour Volkoff, la beauté en est une, essentielle. Elle peut combattre le mal car elle « est partie intégrante du culte divin. » Les liturgies orthodoxes qui, pour Volkoff, appartiennent par la beauté de leurs icônes, des vêtements sacerdotaux et de leurs chants « à l’ordre de la transfiguration », sont omniprésentes dans ses romans.
Les personnages volkoviens hantés par la question du mal, hommes de fidélité ou de trahison envers leurs pères, leurs chefs militaires ou religieux, ont un dernier point commun : ils touchent tous, de près ou de loin à l’univers du renseignement, cela dès son Métro pour l'enfer publié en 1963. Or, comme aimait le répéter Volkoff, ses romans ne sont pas des romans d’espionnage mais des romans sur l’espionnage et « il n’est pas de plus riche domaine à exploiter pour le romancier chrétien en quête de héros modernes. »
L'ultime arme contre le mal reste le pardon. De L’Interrogatoire au Tortionnaire, du Retournement à L’Hôte du Pape, il n’existe pas de roman de Volkoff sans un interrogatoire ou une confession suivis de retournements et de conversions. Le guerrier dans la solitude du renseignement à obtenir, le pécheur face à son confesseur, il n’y a que chez Volkoff que l’on peut prendre la mesure de ce rapprochement. Pour Volkoff, la différence entre interrogatoire et confession n’est que le pardon demandé et reçu. Or, le pardon réciproque, il l’écrit lui-même, est tout simplement « la clef du monde ».
Plusieurs ouvrages de Volkoff, et notamment sa Petite histoire de la désinformation et son Manuel du politiquement correct, examinent les conditionnements auxquels il juge que ses concitoyens sont soumis et qui auraient créé en eux, à force de répétition, comme une seconde nature. Il s'attache à les démonter un par un avec humour. De conviction monarchiste, il publia plusieurs essais « engagés » : Du roi, Pourquoi je suis moyennement démocrate et Pourquoi je serais plutôt aristocrate. C'est toutefois dans un de ses romans, Le Professeur d'histoire, qu'il décrira le plus clairement l'engagement vis-à-vis de l'institution royale, tel que l'éprouve son personnage.
« Aussi russe qu’on peut l’être, par le sang de tous ses ancêtres, sa foi orthodoxe, sa langue maternelle (c’est-à-dire celle qu’il apprit la première), sa fidélité à la Russie, mais français par sa naissance puis son engagement comme officier en Algérie (seconde naissance), Volkoff aime à répéter qu’en russe, le mot patrie a deux traductions : rodina, la patrie où l’on est né, et otchizna, le pays des pères, celui de l’hérédité. Pour lui, les deux mots signifient concrètement deux pays, chance inconfortable mais combien féconde pour le romancier. »
Cet amour de Volkoff pour la patrie est nourri par l'amour de la personne du prince. « Du monde de Volkoff, le prince est la clef de voûte. Sous diverses formes (le roi, le tsar, l’empereur, le chef militaire, le poète, le père), il joue un rôle dans presque tous les ouvrages de Volkoff, et même tous, dans la mesure où, pour Volkoff, le prince est une métaphore constante, quelles que soient les contradictions ou du moins les antinomies qu’elle suppose. » Le prince et les fidélités à son égard sont un thème majeur de l’œuvre de Volkoff.
En marge de son œuvre majeure, on doit également à Volkoff quelques romans et nouvelles de science-fiction.

## Honneurs et reconnaissance

### Décorations
- Chevalier de la Légion d'honneur (1993)[34]
- Croix de la Valeur militaire (1961)[35]
- Officier de l'ordre des Arts et des Lettres[36]

### Prix
- Prix Chateaubriand, pour Le Retournement (1979)
- Grand prix du roman de l'Académie française, pour Le Montage (1982)
- Prix international de la paix (1989)
- Grand prix Jean-Giono, pour Le Grand Tsar blanc (1995)[37]
- Prix des intellectuels indépendants (1995)
- Prix Pouchkine (2002)[38]
- Prix Daudet (2003)

## Œuvre

### Romans
- L’Agent triple, Éditions Julliard, Paris 1962, 219 p.
- Métro pour l'enfer, Hachette, coll. « Le Rayon fantastique » no 118, 1963, 252 p. Prix Jules-Verne 1963
- Les Mousquetaires de la République, Éditions de la Table ronde, Paris 1964, 320 p. ; Paris 1985  (ISBN 2-7103-0263-2)
- Les Trois Scorpions (sous le pseudonyme de Rholf Barbare), Éditions Albin Michel, coll. « Ernie Clerk », no 10, illustration O'Kley, Paris 1965, 210 p. Réédition dans la même collection sous une autre couverture, no 85, Paris, sans date (1966 à 1968)
- Le Trêtre (sous le pseudonyme de Lavr Divomlikoff), Robert Morel éditeur, couverture d'Odette Ducarre, Les Hautes Plaines de Mane, 1972. Réédition Éditions Marabout, coll. « Bibliothèque Marabout », no 440, Verviers, 1973, 250 p. Réédition sous le nom de Vladimir Volkoff, Julliard/L’Âge d’Homme, Paris/Lausanne, 1983, 340 p.  (ISBN 2-260-00342-7). Réédition, Vladimir Volkoff, Presses Pocket, Paris, 1985, 247 p.
  - en espagnol : El Traidor, Acervo, Barcelone, 1972
  - en néerlandais : De Kerkvrader, Nijch & van Ditmar, Rotterdam 1972
  - en allemand : Der Verräter, Paul Zsolany, Wien Hamburg 1973, Heyne Buch, München 1976
  - en anglais : The Traitor, Doubleday, Garden City New York 1973, Heinemann, London 1974, Popular Library, New York 1976, Corgi, Londres, 1977
- L’Enfant posthume (sous le pseudonyme de Lavr Divomlikoff), Robert Morel éditeur, les Hautes Plaines de Mane 1972. Rééédition Éditions L'Âge d'Homme, Lausanne 1990, 166 p.
- Le Retournement, prix Chateaubriand 1979, Julliard/L’Âge d’Homme, Paris/Lausanne 1979, 360 p.  (ISBN 2-260-00167-X) Presses-Pocket, Paris 1981 (ISBN 2-266-03867-2). Réédition L’Âge d’Homme 2004, précédé de Un quart de siècle après  (ISBN 2-8251-1664-5). Réédition Le Livre de poche, Paris, 2005  (ISBN 2-253-11093-0).
  - en espagnol : La Reconversion, Argos Vergara, Barcelone, 1980
  - en finnois : Igor Popov Käänty Mykset, WSOY, Helsinki 1980
  - en brésilien : A Conversão, Nova Fronteira, Rio de Janeiro 1980
  - en italien : Il Voltefaccia, Bompiani, Milan 1980
  - en suédois : Major Popovs Omvändelse, Coeckelberghs, Stockholm 1981
  - en allemand : Die Umkehr, Hoffman und Campe, Hambourg 1981
  - en japonais : Haykawa, Tokyo 1981
  - en anglais : The Turn-Around, Bodley Head, London 1981, Doubleday, Garden City New York 1981, Corgi, London 1982.
- Les Humeurs de la mer, tétralogie romanesque : Olduvaï, 457 p.  (ISBN 2-260-00190-4) ; La Leçon d’anatomie, 456 p.  (ISBN 2-260-00191-2) ; Intersection, 437 p.  (ISBN 2-260-00198-X) ; Les Maîtres du temps, 441 p.  (ISBN 2-260-00199-8), Julliard/L’Âge d’Homme, Paris/Lausanne 1980.
- Une Histoire surannée quelque peu, L’Âge d’Homme, Lausanne 1982, 54 p.
- Le Tire-bouchon du Bon Dieu, Presses Pocket no 5142, 1982, 223 p.  (ISBN 2-266-01176-6).
- Le Montage, grand prix du roman de l’Académie français en 1982, Julliard/L’Âge d’Homme, Paris/Lausanne 1982, 348 p.  (ISBN 2-260-00303-6), Presses Pocket, 1983.
  - en italien : Il Montaggio, Rizzoli, Milan, 1983
  - en néerlandais : Het Oprijtsjik Orkest, Manteau, Amsterdam 1983
  - en espagnol : El Montaje, Plaza & Janes, Barcelone, 1983
  - en argentin : El Montaje, Atlantida, Buenos Aires 1983
  - en allemand : Die Absprache, Klett-Cotta, Stuttgart 1984
  - en suédois : Montajet, P.A. Norstedt & Söners, Stockholm 1984
  - en anglais : The Set-Up, Bodley head, London 1984, Arbor House, New York 1985, Methuen, Londres, 1985
  - en japonais : Hayakawa, Tokyo 1985
  - en polonais : Montaż, Polonia, London 1986
  - en russe : Operatsia Tverdyi Znak, Overseas Publications Interchange, Londres, 1987
  - en serbe : Montaža, Književna Zajednica, Novi Sad, 1989
- The Underdog Appeal, Renaissance Press, Macon Georgia 1984, 229 p. (traduction française en cours).
- La Guerre des pieuvres, Presses Pocket no 5169, 1983, 188 p.  (ISBN 2-266-01305-X).
- Le Professeur d’histoire, Julliard/L’Âge d’Homme, Paris/Lausanne 1985, 254 p.  (ISBN 2-260-00419-9) Presses-Pocket, Paris 1986.
- Nouvelles américaines, Julliard/L’Âge d’Homme, Paris/Lausanne 1986, 241 p.  (ISBN 2-260-00473-3)
- L’Interrogatoire, Fallois/L’Âge d’Homme, Paris/Lausanne 1988, 200 p.  (ISBN 2-87706-001-2)
  - en espagnol : El Interrogatorio, Noguer, Barcelona, 1990
  - en portugais : O Interrogatório, Difel, Lisboa, 1990
  - en serbe : Saslušavanje, L’Âge d’Homme, Belgrade 1997
- Les Hommes du tsar, Fallois/L’Âge d’Homme, Paris/Lausanne 1989, 397 p.  (ISBN 2-87706-023-3) Le Livre de Poche, Paris 1990.
- Le Bouclage, Fallois/L’Âge d’Homme, Paris/Lausanne 1990, 589 p.  (ISBN 2 87 706 094 2) Le Livre de Poche, Paris 1992  (ISBN 2-253-05952-8).
- La Chambre meublée, L’Âge d’Homme, Lausanne 1991, 166 p.  (ISBN 2-8251-0194-X).
- Les Faux Tsars, Fallois/L’Âge d’Homme, Paris/Lausanne 1992, 408 p.  (ISBN 2-87706-158-2) Le Livre de Poche, Paris 1994.
- Le Berkeley à cinq heures, prix de la Ville d’Asnières, Fallois/L’Âge d’Homme, Paris/Lausanne 1993,282 p.  (ISBN 2-87706-135-3) Le Livre de Poche, Paris 1995  (ISBN 2-253-13711-1).
- Le Grand Tsar Blanc, Fallois/L’Âge d’Homme, Paris/Lausanne 1995, 402 p.  (ISBN 2-87706-242-2) Prix des Intellectuels indépendants 1995. Le Livre de Poche, Paris 1997
- La Crevasse, Fallois/L’Âge d’Homme, Paris/Lausanne 1996, 179 p.  (ISBN 2-87706-283-X)
  - en serbe : Ponor, Naš Dom/L’Âge d’Homme, Belgrade, 1997
- Chroniques angéliques, Fallois/L’Âge d’Homme, Paris/Lausanne 1997, 345 p.  (ISBN 2-87706-309-7) Le Livre de Poche, Paris 1999
  - en russe, Agel’skie Khroniki, Saint-Pétersbourg, Amfora, 2002
  - en serbe, Andjeoski letopisi, Belgrade, Nas Dom/l’Âge d’Homme, 2001.
- Il y a longtemps mon amour, Fallois/L’Âge d’Homme, Paris / Lausanne 1999,156 p.  (ISBN 2-87706-344-5)
- L’Enlèvement, Éditions du Rocher, Paris 2000, 510 p.  (ISBN 2 268 03774 6). Réédition Le Livre de Poche, Paris, 2002
- Opération Barbarie, suivi d’une postface, Les Syrtes, Paris 2001, 223 p.  (ISBN 2-84545-035-4)
- Le Contrat, Éditions du Rocher, Paris 2002, 194 p.  (ISBN 2 268 04309 6)
- La Grenade, Les Syrtes, Paris 2002, 95 p.  (ISBN 2-84545-046-X)
- Le Complot, Éditions du Rocher, Paris 2003, 435 p.  (ISBN 2 268 04515 3)
- L’Hôte du Pape, Éditions du Rocher, Paris 2004, 335 p.  (ISBN 2 268 04932 9)
- Les Orphelins du Tsar, Éditions du Rocher, Paris, 2005, 290 p.  (ISBN 2-268-05349-0)
- Le Tortionnaire, Éditions du Rocher, Paris, 2006, 292 p. (publication posthume)  (ISBN 2-268-05721-6)

### Pour la jeunesse
Romans
- série Langelot : 40 titres parus sous le pseudonyme de Lieutenant X, publiés de 1965 à 1986 aux éditions Hachette dans la collection Bibliothèque verte). Réédition par Hachette et par Le Triomphe, Paris 2000. Série traduite en allemand, espagnol, turc, indonésien, afrikaans.
- série Larry J. Bash : 10 titres publiés de 1980 à 1984 aux éditions Hachette dans la collection Bibliothèque verte).
- série Corinne : 2 titres : Corinne : Première Mission (1981) et Corinne et l'As de trèfle (1983).

Traductions
- Quelques titres de la série Bennett (série de romans), Bibliothèque verte, les autres titres ayant été traduits par Olivier Séchan
- 1963 : Mary Poppins (Mary Poppins, 1934) de Pamela L. Travers. Traduit par Vladimir Volkoff, éditeur Hachette.
- 1964 : Le Retour de Mary Poppins (Mary Poppins Comes Back, 1935) de Pamela L. Travers. Traduit par Vladimir Volkoff, éditeur Hachette Jeunesse.
- 1966 : Au rendez-vous des revenants (The Secret of Terror Castle, 1964) de Robert Arthur, Jr.. Traduit par Vladimir Volkoff, illustrations de Jacques Poirier.
- 1967 : La Momie qui chuchotait (The Mystery of the Whispering Mummy, 1964) de Robert Arthur, Jr.. Traduit par Vladimir Volkoff, illustrations de Jacques Poirier.
- 1999 : Cœur de chien de Mickaël Boulgakov (Собачье сердце) 1925. Traduit par Vladimir Volkoff. Éditeur : Librairie Générale Française, 1999.

Bande dessinée
- Vladimir Krasnoïe Solnychko, éd. Le Lombard, Saint-Pétersbourg, 1991.
  - En français : Vladimir le Soleil radieux, Lombard Bruxelles 1992 (prix de la bande dessinée chrétienne, 1992).
- Alexandre Nevsky, éd. Le Lombard, Bruxelles, 1995.

Conte et récit
- Peau-de-bique, récit, illustrations de Françoise Moreau, éd. Hachette, Paris, 1994  (ISBN 2-01-020548-0).
- Conte d’Ivan le Nigaud, de la belle Vassilissa et du carrefour magique, éd. L’Âge d’Homme, Lausanne, 2001.

### Essais et souvenirs
- Les Vers Centaures de P.S. Porohovchikov (rédaction finale de Vladimir Volkoff), Les Cahiers du Nouvel Humanisme, Le Puy 1952, 62 p.  (ISBN 0-917786-01-7)
- Vers une Métrique française, French Literature Publications Company, Columbia South Carolina 1977, repris par Summa, Birmingham Alabama, 200 p.
- La Civilisation française (sous le pseudonyme de Victor Duloup), manuel, New-York, Harcourt, Brace ans World, 1970, 327 p.
- Le Complexe de Procuste, Julliard/L’Âge d’Homme, Paris/Lausanne 1981, 189 p.  (ISBN 2-260-00240-4).
  - en espagnol : Elogio de la Diferencia, Tusquets, Barcelona 1984
- Lawrence le Magnifique, essai sur Lawrence Durrell et le roman relativiste, Julliard/L’Âge d’Homme, Paris/Lausanne 1984, 140 p.  (ISBN 2-260-00380-X)
- Lecture de l’Évangile selon saint Matthieu, Julliard/L’Âge d’Homme, Paris/Lausanne 1985, 343 p.  (ISBN 2-260-00394-X)
- La Désinformation, arme de guerre, textes de base présentés par Vladimir Volkoff, Julliard/L’Âge d’Homme, Paris/Lausanne 1986, 274 p. L’Âge d’Homme, Lausanne, 2004  (ISBN 2-8251-0333-0)
- Du Roi, Julliard/L’Âge d’Homme, Paris/Lausanne 1987, 88 p.  (ISBN 2-260-00519-5).
  - en italien : Il Re, Guida, Napoli 1989
- Vladimiriana, recueil d’articles sur saint Vladimir, L’Âge d’Homme, Lausanne 1989, 106 p.
- La Trinité du Mal, ou Réquisitoire pour servir au procès posthume de Lénine, Trotsky, Staline, Fallois/L’Âge d’Homme, Paris/Lausanne 1991,117 p.  (ISBN 2-87706-110-8)
- La Bête et le Venin ou la Fin du communisme, Fallois/L’Âge d’Homme, Paris/Lausanne 1992, 166 p.  (ISBN 2-87706-145-0)
- Lecture des Évangiles selon saint Luc et saint Marc, L’Âge d’Homme, Lausanne 1996, 234 p.  (ISBN 2-8251-0770-0)
- Petite Histoire de la désinformation, Le Rocher, Paris 1999, 289 p.  (ISBN 2-268-03201-9)
  - en portugais : Pequena História da Desinformação, Lisbonne 2000
  - en serbe : Dezinformacija, Belgrade, Naš Dom/ L’Âge d’Homme, 2001.
- Désinformation: flagrant délit, Le Rocher, Paris 1999, 150 p.  (ISBN 2 268 03356 2)
- Manuel du politiquement correct, Le Rocher, Paris 2001,175 p.  (ISBN 2-268-03932-3)
- Désinformations par l’image, album, Le Rocher, Paris 2001, 127 p.  (ISBN 2 268 04072 0)
- La Garde des ombres, Fallois/L’Âge d’homme, Paris 2001, 215 p.  (ISBN 2-87706-424-7)
- Pourquoi je suis moyennement démocrate, Le Rocher, Paris 2002, 100 p.  (ISBN 2-268-0 4267-7)
- Pourquoi je serais plutôt aristocrate, Le Rocher, Paris, 2004, 150 p.  (ISBN 2-268-05078-5)
- Lecture de l’Évangile selon saint Jean, L’Âge d’Homme, Lausanne/Paris, 2004, 276 p.  (ISBN 2-8251-1779-X)
- La Désinformation vue de l’Est, Le Rocher, Paris, 2007 (publication posthume),  (ISBN 978 2 268 06045 3)
- Douce orthodoxie, préface de Lydwine Helly, L’Âge d’Homme, Paris/Lausanne, 2011 (ouvrage posthume), 213 p.  (ISBN 978-2-8251-4153-3).

### Biographies
- Tchaikovsky, a self portrait, Robert Hale, London 1975, Crescendo, Boston 1975, repris par Taplinger, New York, 348 p. + 12 p.  (ISBN 0-87597-088-5 et 0-7091-4976-X)
  - en français : Tchaïkovsky, Julliard/L’Âge d’Homme, Paris/Lausanne 1983, 441 p. + 16 p. de planches  (ISBN 2-260-00338-9)
- Vladimir le Soleil rouge (traduit de l’anglais par Gérard Joulié), Julliard/L’Âge d’Homme, Paris/Lausanne 1981, 410 p.  (ISBN 2-260-00268-4)
  - en anglais : Vladimir the Russian Viking, Honeyglen, London 1984, Overlook Press, Woodstock, New York 1985
  - en japonais : Chuokoron-Sha, 1986
  - en russe : Vladimir Krasnoïe Solnychko, L’Âge d’Homme, Lausanne 1983

### Théâtre
- Pierrot et le Matamore, tragi-comédie montée aux États-Unis et jouée à la télévision américaine (vers 1973).
- La Confession d’Igor Maksimovitch Popov du KGB, d’après Le Retournement, au théâtre Marie Stuart, 1982. La pièce est reprise en 1993, au théâtre Mouffetard sous le titre Retournements.
- L’Amour tue, comédie, Julliard/L’Âge d’Homme, Paris/Lausanne 1983, 168 p. (jouée au théâtre de l’Athénée en 1983)  (ISBN 2-260-00322-2). La pièce est montée aux États-Unis en 1984 sous le titre Love kills, au Macon Little Theater.
- Yalta, tragédie, Julliard/L’Âge d’Homme, Paris/Lausanne 1983 (jouée au Théâtre Firmin Gemier, Antony, 1984, au Palais des Beaux-Arts de Bruxelles en 1984, reprise en 1985 au Théâtre d’Art de Liège, et au théâtre Mouffetard, Paris, 1998), 155 p.  (ISBN 2-260-00347-8)
- Le Mistère de saint Vladimir, prix Alfred de Vigny 1988, L’Âge d’Homme, Lausanne 1988, 67 p.
- Œdipe, L’Âge d’Homme, Lausanne 1993, 71 p.  (ISBN 2825103322)
- L’Interrogatoire - Le Réquisitoire, L’Âge d’Homme, Lausanne 1995, 126 p.  (ISBN 2-8251-0599-6)
- Charme slave, comédie, L’Âge d’Homme, Lausanne 2002, 126 p.  (ISBN 2-8251-1524-X)
- L’Hôte du Pape, Le Rocher, Paris, 2006  (ISBN 2-268-05681-3).

### Science-fiction
- Métro pour l’enfer, prix Jules-Verne 1963, Hachette, Paris 1963, Presses-Pocket, Paris 1981, 256 p.  (ISBN 2-266-00983-4), L’Âge d’Homme, Lausanne, 2005  (ISBN 2-8251-3605-0)
- Le Tire-bouchon du bon Dieu, Presses-Pocket, Paris 1982, 223 p.  (ISBN 2-266-01176-6), L’Âge d’Homme, Lausanne, 2005  (ISBN 2-8251-3606-9)
- La Guerre des pieuvres, Presses-Pocket, Paris 1983, 184 p.  (ISBN 2-266-01305-X) L’Âge d’Homme, Lausanne, 2005  (ISBN 2-8251-3607-7)

### AvecJacqueline Dauxois-Bruller
- L’Exil est ma patrie, entretiens, Le Centurion, Paris 1982
- Alexandra, Albin Michel, Paris 1994, 523 p. Le Livre de Poche, Paris 1996, Le Rocher, Paris 2003.

### Autres
- Le Roi, l'éternelle solution, discours prononcé au rassemblement royaliste des Baux de Provence (1997)

#### Ouvrages
- Florence de Baudus, Volkoff Lapidaire, L’Âge d’Homme, 2000
- Florence de Baudus, Le Monde de Vladimir Volkoff, Le Rocher, 2003
- Lydwine Helly (dir.), Vladimir Volkoff, le prix Daudet 2003, Lausanne-Paris, L'Âge d'homme, 2004, 57 p. (ISBN 2-8251-1901-6).
- Lydwine Helly, Vladimir Volkoff, Lausanne-Paris, L'Âge d'homme, 2006, 409 p. (ISBN 2-8251-3630-1).

#### Articles de presse
- Jean Sévillia, « Pour saluer Volkoff », Le Figaro, 15 octobre 2007.
- Laurent Léger, « Quand l’UIMM finançait l’Institut de la désinformation », Bakchich, 6 mai 2008.

#### Travaux universitaires
- Simon Bilodeau, Les Humeurs de la mer de Vladimir Volkoff. Théorie et pratique du roman relativiste, projet de mémoire, sous la direction de M. Wlad Godzich, Université de Montréal, novembre 1989, 11 p.
- Anne Le Moniès de Sagazan, Le temps dans Les Humeurs de la mer, maîtrise de Lettres Modernes, sous la direction de M. Yves-Alain Favre, Université de Pau, Paris IV-Sorbonne, 1989, 117 p.
- Véronique Maas, Vladimir Volkoff et l’art de la distance, DEA de lettres modernes, sous la direction de M. Bouillier, puis de M. Touzot, Paris IV-Sorbonne, mai 1993, 58 p.
- Vincent Roux, L’arrière-plan spirituel dans trois romans de Vladimir Volkoff. Étude du Retournement, du Montage et du Bouclage, maîtrise de Lettres Modernes, sous la direction de M. Alain Lanvere, Paris IV-Sorbonne, 2000, 140 p.
- Salah Lamrani, « Les valeurs héroïques et aristocratiques dans la série des Langelot, Maîtrise de Lettres Modernes, sous la direction de Philippe Heuzé »(Archive.org • Wikiwix • Archive.is • Google • Que faire ?), Paris-III Sorbonne, 2009, 150 p.